# Ganoderma oerstedii
Ganoderma oerstedii är en svampart som först beskrevs av Elias Fries, och fick sitt nu gällande namn av Torrend 1902. Ganoderma oerstedii ingår i släktet Ganoderma och familjen Ganodermataceae.   Inga underarter finns listade i Catalogue of Life.